# Джовани Ло Селсо
Вижте пояснителната страница за други личности с името Джовани.
Джовани Ло Селсо (на испански: Giovani Lo Celso; роден на 9 април 1996 г. в Росарио) е аржентински футболист, играе като полузащитник и се състезава за испанския Реал Бетис.

## Клубна кариера

### Росарио Сентрал
Роден в Росарио, Аржентина, Ло Селсо влиза в школата на местния гранд Росарио Сентрал. Дебюта си в аржентинския елит прави на 19 юли 2015 година срещу отбора на Велес Сарсфийлд, а мача завършва 0-0.
На 28 февруари 2016 година Ло Селсо отбелязва първия си гол в професионалния футбол при победата с 3-0 над отбора на Колон, реализирайки в 6-ата минута. На 10 април отбелязва втория си гол за клуба при загубата с 3-2 от Велес.

### Пари Сен Жермен
На 26 юли 2016 година Ло Селсо подписва договор до 2021 година с френския гранд Пари Сен Жермен. Остава под наем в Росарио Сентрал до края на календарната 2016 година.

## Национален отбор
Ло Селсо е повикан в състава на Аржентина до 23 години за Летните Олимпийски игри в Рио де Женейро, Бразилия.
На 4 август 2016 година прави своя дебют за Аржентина до 23 години при загубата с 0-2 от Португалия до 23 години, заменяйки в 72-рата минута Кристиан Еспиноса. Изиграва общо три мача на Олимпиадата.